# Campanile del duomo di Messina
Il campanile del duomo di Messina è il campanile e torre dell'orologio dell'omonimo duomo. Ospita l'orologio astronomico più grande e complesso del mondo.

## Storia
Varie calamità, e in particolare i sismi, hanno colpito più volte nei secoli la città, danneggiando o distruggendone i monumenti. Non sfugge alla regola il campanile del Duomo.
Già a partire dal XII secolo suppliva a funzioni meramente decorative e liturgiche, infatti basta scostarsi qualche decina di metri a monte per avere una perfetta panoramica dell'intera area dello Stretto con orizzonte sulla Calabria e su una vasta porzione del mar Jonio.
- 1559, Colpito da un fulmine si incendiò per essere riedificato da Martino da Firenze,[1] attività di ricostruzione continuata nel 1564 da Andrea Calamech.

Fino al 1678, (anno della fine della rivolta antispagnola e della firma della pace di Nimega, con cui la città fu riconquistata dalla Spagna) nel basamento del campanile erano custoditi i preziosi documenti in pergamena contenenti le memorie storiche della città, portati in Spagna presso il monastero dell'Escorial con molte altre opere d'arte.
- 1693, Altri danni furono apportati dai due terremoti del Val di Noto che nel mese di gennaio interessarono l'intera Sicilia orientale.
- 1783, Le numerose scosse sismiche del terremoto della Calabria meridionale di febbraio lo distrussero determinando il collasso degli ordini sommitali. Per adeguare la struttura del tempio al cambiamento di gusto dell'epoca, il tozzo campanile fu distrutto nel 1863 e in sua vece furono erette due torri neogotiche sopra le absidi laterali.

Il campanile attuale fu ricostruito nella sede primitiva dopo il terremoto del 1908 e fu progettato sui disegni di quello vecchio. Alto più di 65 metri, a forma di torre con tetto a cuspide, alleggerito su tutti i lati da coppie di bifore con arco a sesto acuto, contiene un magnifico orologio animato, vero gioiello meccanico, commissionato dall'arcivescovo Angelo Paino alla ditta Ungerer di Strasburgo nel 1933. Tale sistema è considerato il più grande ed il più complesso orologio meccanico ed astronomico del mondo.

## Campane
Il campanile contiene il concerto più grande di tutta la Sicilia composto da ben 8 campane accordate secondo la scala diatonica maggiore di Fa#2 crescente, tutte fuse dalla fonderia Colbachini di Padova nel 1929. La prima, la terza e la quinta campana sono elettrificate alla veronese veloce (senza però la possibilità di andare a bicchiere) mentre le altre sono fisse ma sono provviste di martelli. Sono presenti altre 2 campane fisse, fuse da Micheal Salicula nel 1400. Furono salvate dal terribile terremoto di Messina del 1908.

## Galleria d'immagini

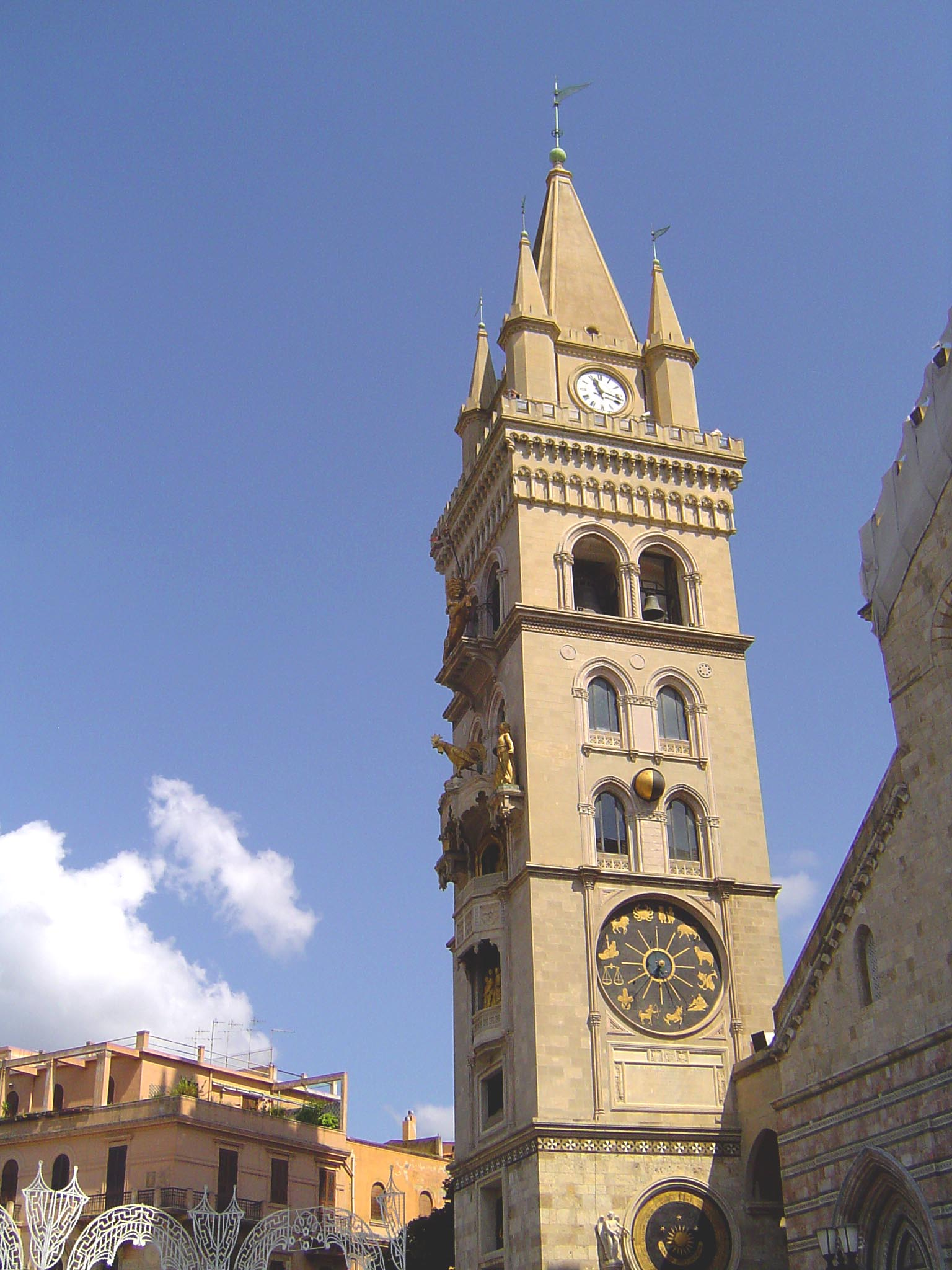
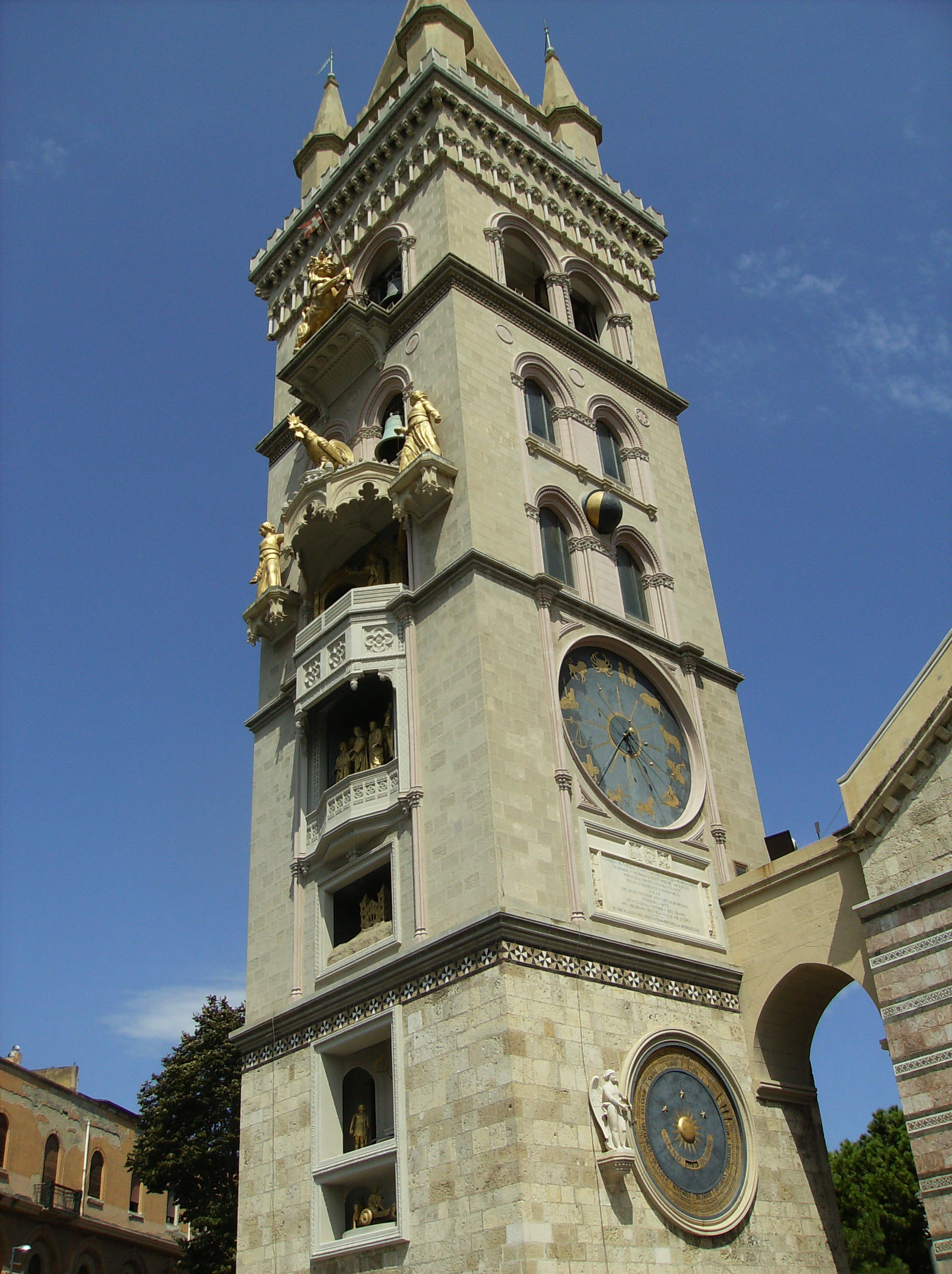
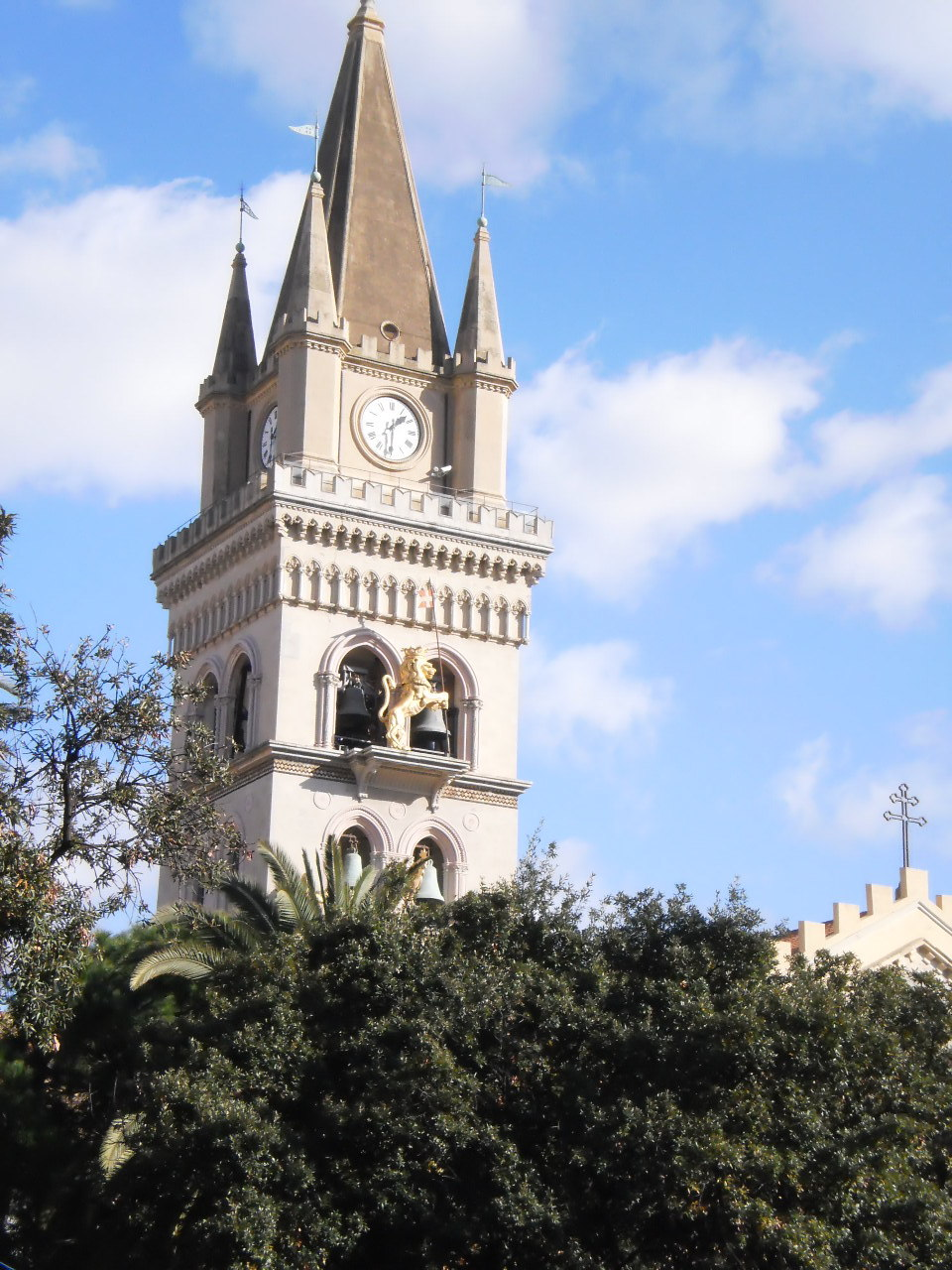
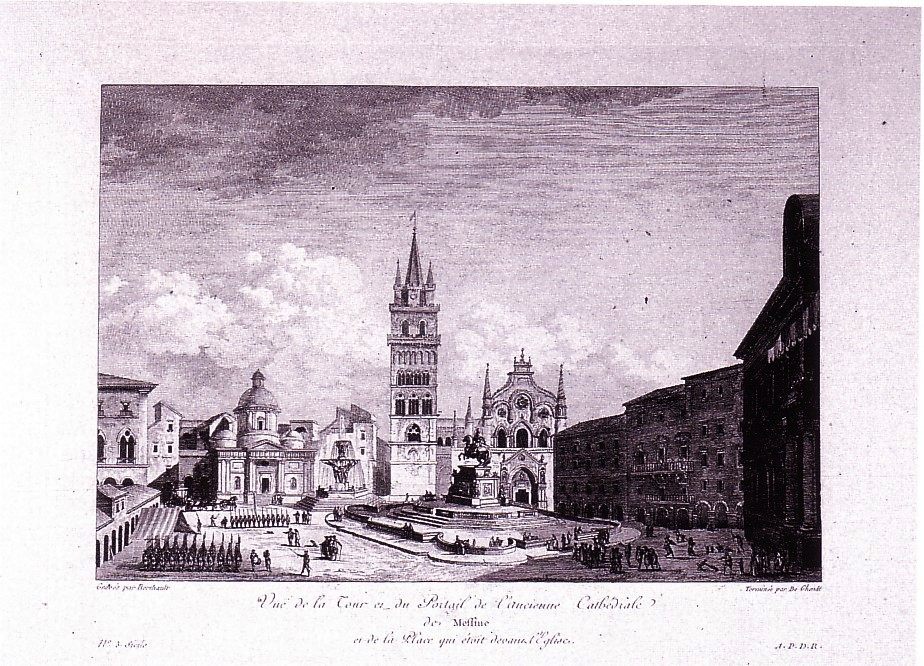
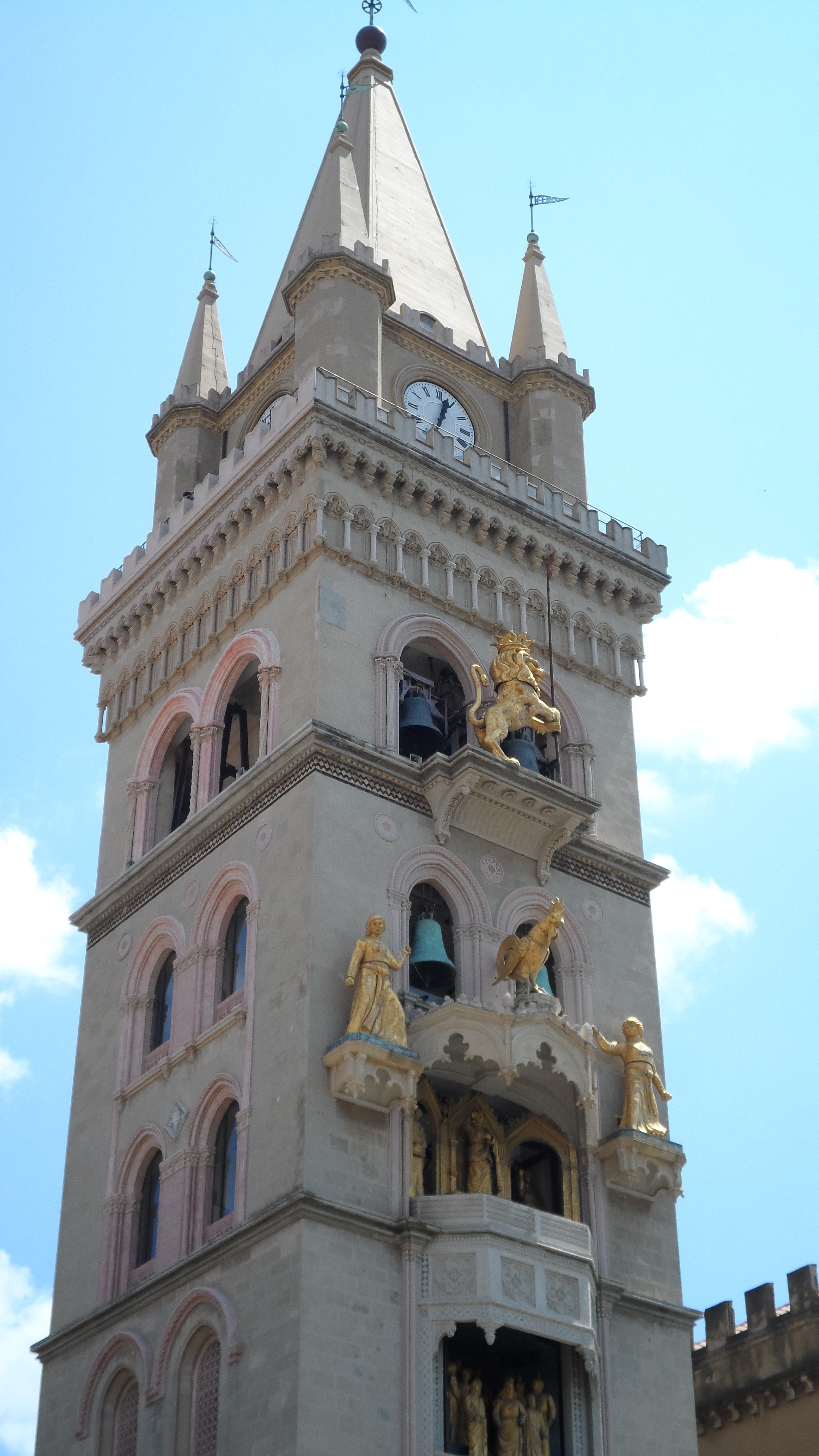
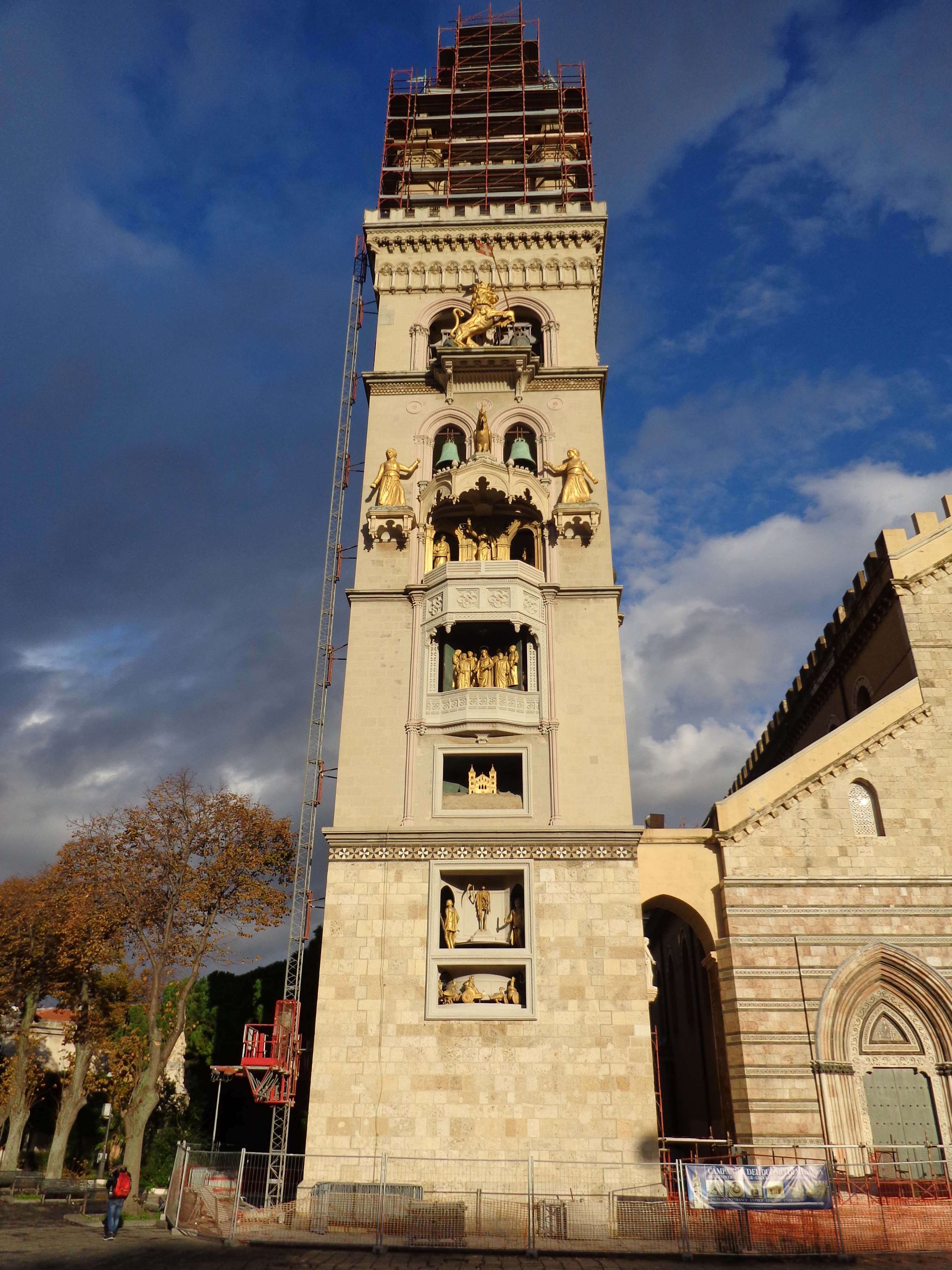
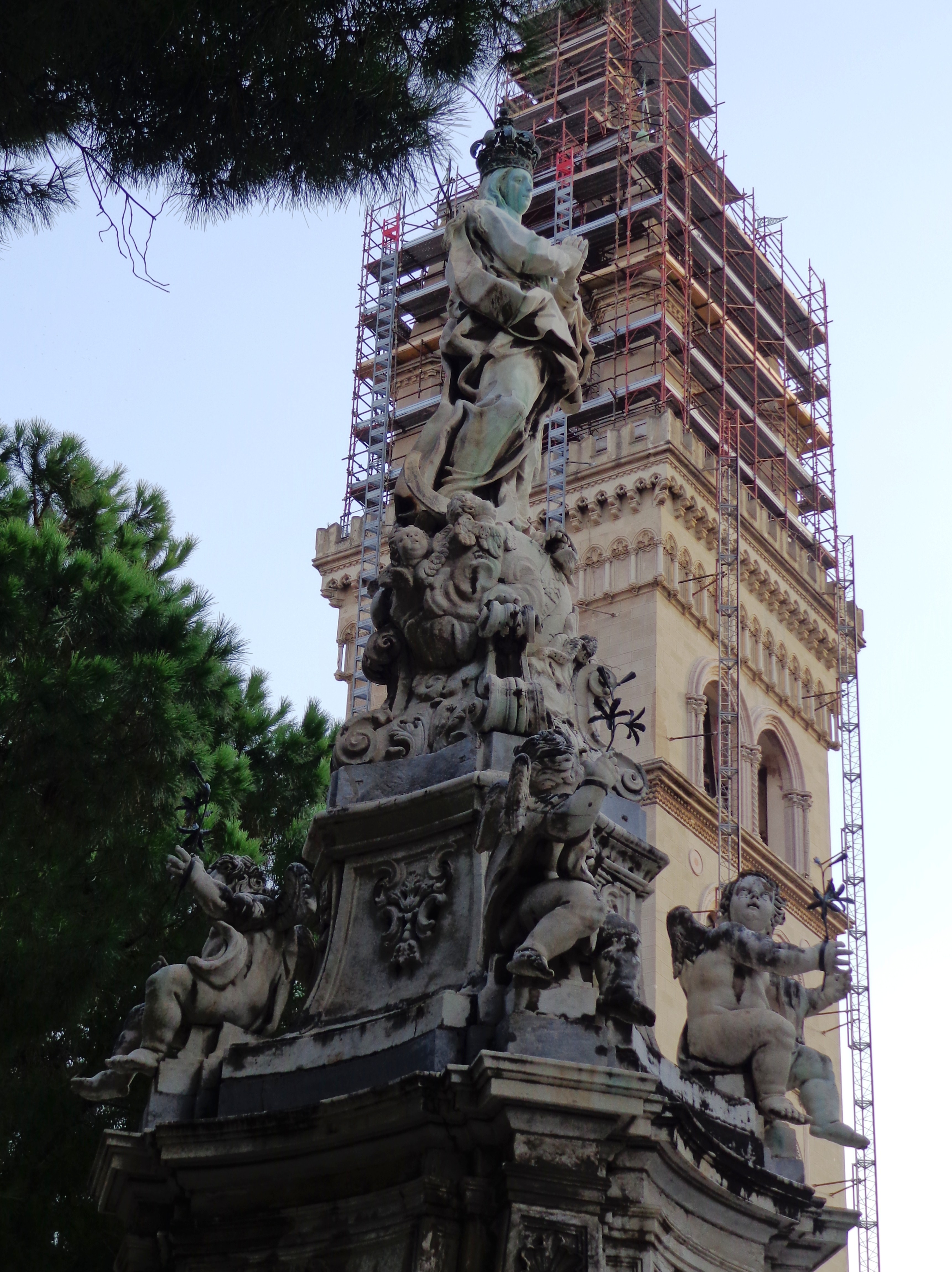